# Erik Galímov
Erik Mijáilovich Galímov (Vladivostok, 29 de julio de 1936 - Moscú, 23 de noviembre de 2020) fue un geoquímico soviético y ruso. Fue parte de la Academia de Ciencias de Rusia (1994), miembro de su Presidium en 2002-2013, Doctor en Ciencias Geológicas y Mineralógicas (1970), Profesor (1982), Profesor de Honor de la Universidad Estatal de Moscú (1999). Director del Instituto de Geoquímica y Química Analítica. V. I. Vernadsky RAS (1992-2015), entonces, su asesor científico. Fue galardonado con el Premio Estatal de la Federación de Rusia en el campo de la ciencia y la tecnología en 2015.

## Biografía
Se graduó de la Facultad de Geología, Geoquímica y Geofísica del Instituto de Petroquímica y Gas de Moscú, que lleva el nombre de V.I. IM Gubkin, ahora la Universidad Estatal de Petróleo y Gas de Rusia, especializada en métodos geofísicos de prospección y prospección de depósitos minerales, se recibió en 1959 como ingeniero de minas geofísico. En 1965 defendió su tesis doctoral "Aplicación de la espectrometría de masas al estudio del efecto de los procesos de lixiviación superficial sobre la composición isotópica de carbono en carbonatos" para el grado de candidato a ciencias geológicas y mineralógicas, habiéndola recibido en el mismo año. En 1970 defendió su tesis doctoral "Geoquímica de isótopos estables de carbono".
Comenzó su carrera como ingeniero en el Spetsgeofizika Trust del Ministerio de Geología de la URSS (1959-1960). De 1960 a 1963 fue el jefe de la expedición geofísica del Caspio en el oeste de Kazajistán. Desde 1959 ha sido investigador en el Departamento de Geofísica de Campo, entre 1966 y 1972 fue el jefe del laboratorio de problemas de espectrometría de masas organizado por él en el Instituto de la Industria Petroquímica y del Gas de Moscú. Desde 1973, ha sido el jefe del laboratorio de geoquímica del carbono de la Academia de Ciencias de la URSS, que creó por sugerencia del académico A.P. Vinogradov, y entre 1992 y 2015 fue director del Instituto de Geoquímica y Química Analítica. Desde 1993 es Profesor de la Universidad Estatal de Moscú, impartiendo un curso de geoquímica del carbono.
Fue miembro de la Academia de Ciencias de Rusia (1994) en el Departamento de Geología, Geofísica, Geoquímica y Ciencias Mineras. Miembro del Presidium de la Academia de Ciencias de Rusia (2002-2013), miembro de la Oficina del Departamento de Ciencias de la Tierra de la Academia de Ciencias de Rusia , miembro de la sección de ciencias geológicas y geofísicas. Presidente del Comité de Meteoritos de RAS , Presidente del Consejo Científico de Problemas de Geoquímica de RAS, miembro de la Comisión Oceanográfica de RAS, miembro de la Mesa del Consejo de RAS sobre el Espacio. Presidente de la Asociación Internacional de Geoquímica y Cosmoquímica (2000-2004).
Fue editor en jefe de la revista "Geochemistry" (desde 2005), miembro del consejo editorial de las revistas internacionales Astrobiology, Chemical Geology, Isotopes in Health and Environmental Studies.
En 1990 encabezó una expedición oceanográfica en el buque de investigación "Akademik Boris Petrov".
Fue profesor honorario de la Universidad Estatal de Moscú. Miembro honorario de la Academia de Ciencias de la República de Bashkortostán (2002). Académico de la Academia de Ciencias Mineras y Miembro extranjero de la Academia de Ciencias y Literatura de Mainz (Alemania) (1998).
Los principales trabajos son sobre el estudio isotópico-geoquímico de la materia orgánica y la modelización matemática de la evolución de las cuencas sedimentarias, el origen de los diamantes, el origen y evolución química de la Tierra, el origen de la Luna. Desarrolló un método fraccionado de isótopos para identificar las rocas generadoras de petróleo que dieron lugar a la formación de depósitos de petróleo. Presentó una hipótesis confirmada experimentalmente sobre la formación de diamantes durante los procesos de cavitación en el magma de flujo rápido.

## Actividad científica

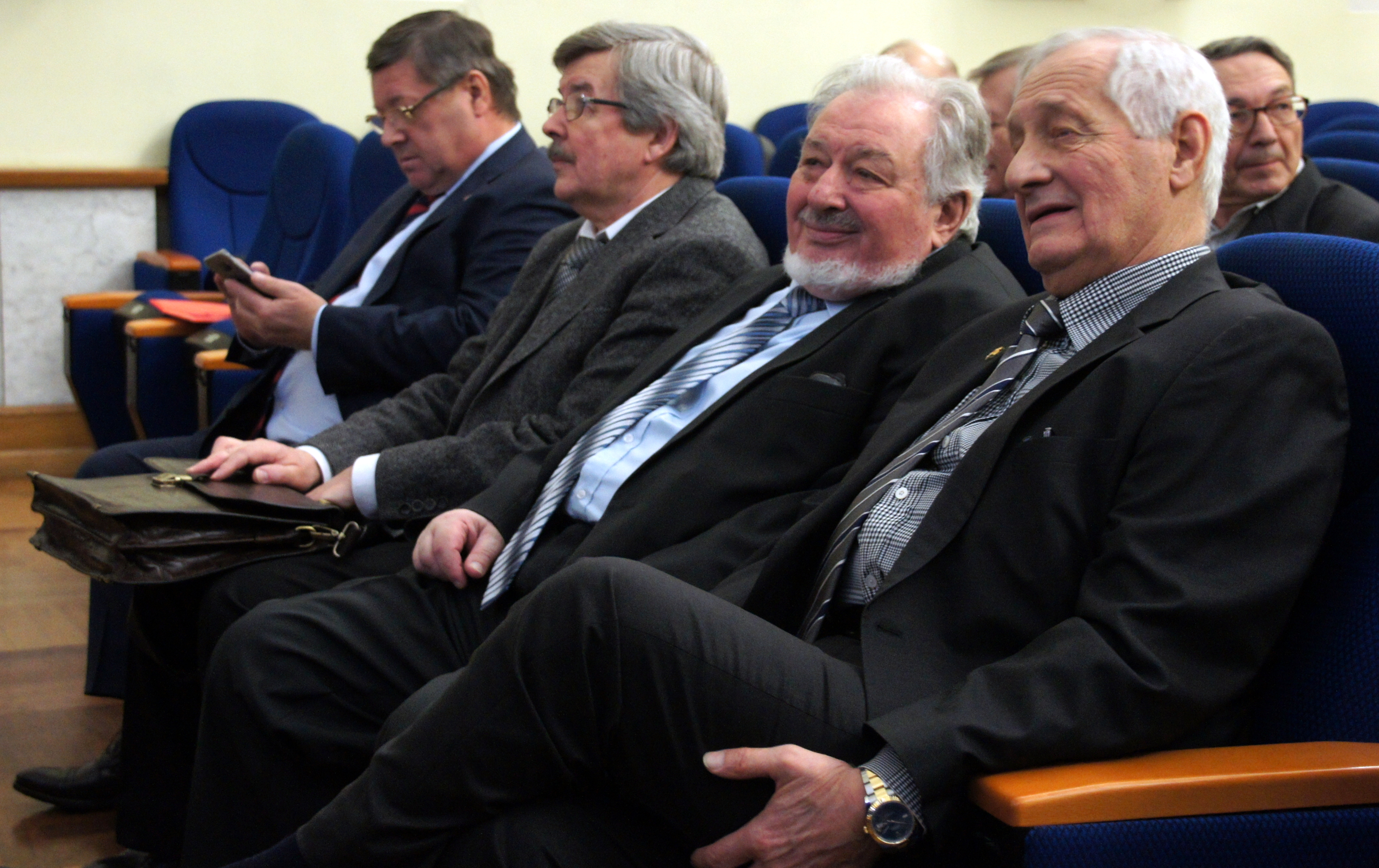
En la reunión del Departamento de Ciencias de la Tierra RAS, 2017.

Los principales trabajos de galimov son sobre el estudio isotópico-geoquímico de la materia orgánica y el modelado matemático de la evolución de las cuencas sedimentarias, el origen de los diamantes, el origen y la evolución química de la Tierra, el origen de la Luna. Desarrolló un método fraccionado de isótopos para identificar las rocas generadoras de petróleo que dieron lugar a la formación de depósitos de petróleo. Presentó una hipótesis confirmada experimentalmente sobre la formación de diamantes durante los procesos de cavitación en el magma de flujo rápido.
Fue autor de más de 500 publicaciones científicas, monografías (3 reimpresas en Estados Unidos), un descubrimiento ("Efecto isotópico de espín nuclear", junto con AL Buchachenko, Yu. N. Molin y RZ Sagdeev), y varios inventos. Sus monografías son: "Geoquímica de los isótopos estables del carbono" (1968), "Isótopos del carbono en la geología del petróleo y el gas" (1973), "Investigación de la materia orgánica y los gases en los sedimentos del fondo oceánico" (1976), "La naturaleza del fraccionamiento biológico de los isótopos" (1984), "Fenómeno vida. Entre equilibrio y no linealidad. El origen y principios de la evolución" (2001), “Conceptos y errores de cálculo. Investigación espacial fundamental en Rusia durante los últimos veinte años. Veinte años de esfuerzos infructuosos” (2010).

## Premios y distinciones

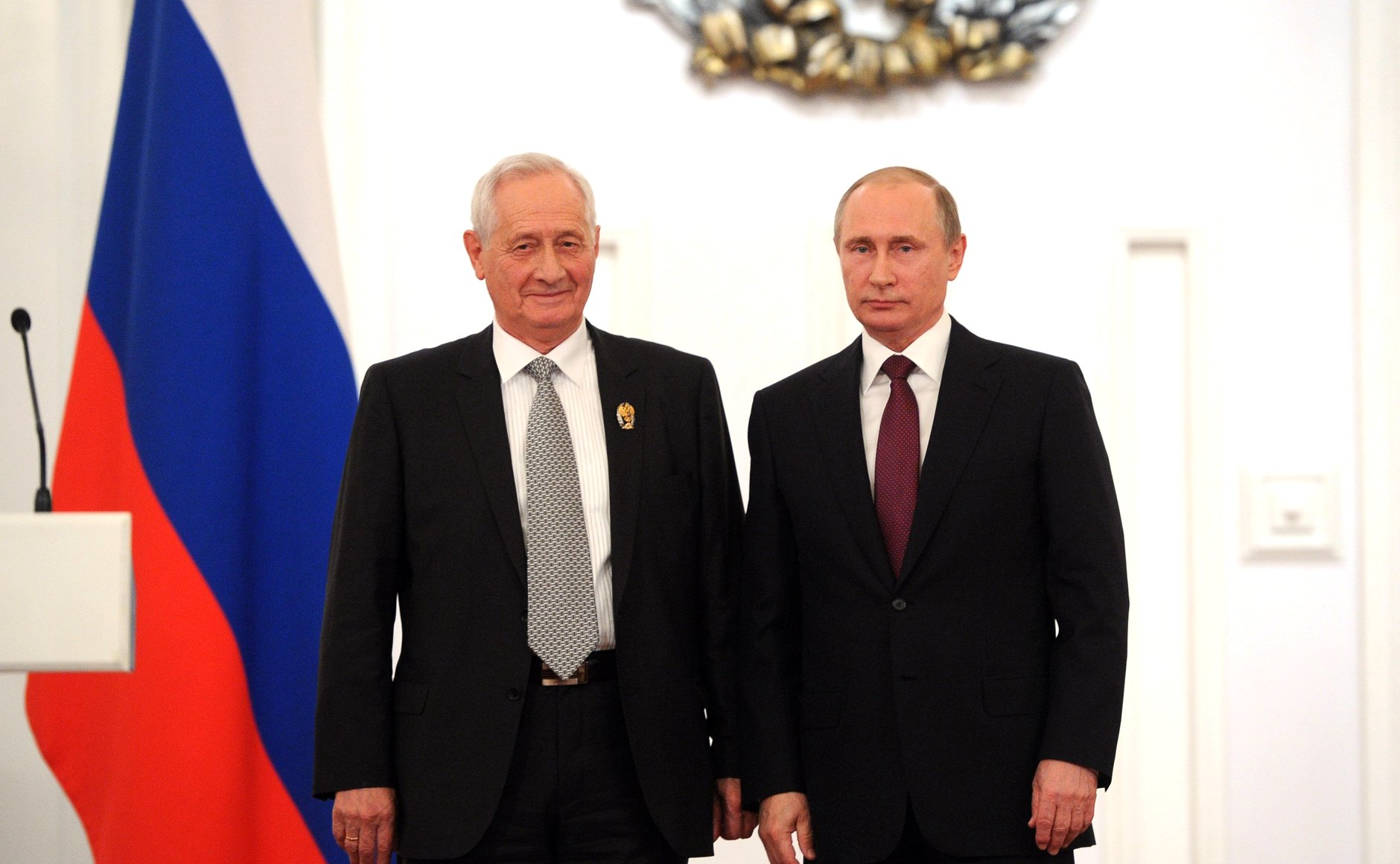
En la ceremonia de entrega de los premios estatales de la Federación de Rusia, 12 de junio de 2016.

- Orden de Honor (1999), por una gran contribución al desarrollo de la ciencia nacional, la formación de personal altamente calificado y en relación con el 275 aniversario de la Academia de Ciencias de Rusia.[10]
- Orden de la Insignia de Honor (1986).
- Miembro de Geoquímica de la Sociedad Geoquímica y de la Asociación Geoquímica Europea (1998).[11]
- Medalla Alfred Treibes de la Sociedad Geoquímica Internacional (2004), por sus destacadas contribuciones a la geoquímica orgánica.[12]
- Ganador del Premio V.I. Vernadsky (1984), por una serie de trabajos sobre fraccionamiento biológico de isótopos y métodos isotópicos para resolver problemas de geoquímica del petróleo y el gas.
- Premio Estatal de la Federación de Rusia en el campo de la ciencia y la tecnología (2016), por el desarrollo de la dirección científica "Geoquímica de los isótopos de carbono", la teoría de la formación de diamantes, para la investigación en el campo de la geología del petróleo y el gas y los procesos biogeoquímicos.[3]
- Medalla de oro V.I. Vernadsky (2018), por trabajos que han hecho una contribución destacada al desarrollo de la geoquímica moderna y las enseñanzas de V. Y. Vernadsky sobre la biosfera.